# Madonna (entertainer)
 For alternative betydninger, se Madonna. (Se også artikler, som begynder med Madonna)
Madonna Louise Ciccone, kendt som Madonna, (født 16. august 1958 i Bay City, Michigan, USA) er en amerikansk sangerinde, sangskriver, skuespillerinde og forretningskvinde. Hun blev kendt ved at gå over grænsen i sine sangtekster og musikvideoer, som blev populære på MTV. Madonna er også kendt for at forny sit image og musikstil.
Madonna er rent kommercielt en af de mest succesrige kunstnere i popmusikkens historie. Den amerikanske pladebranche anfører hende som den bedst sælgende kvindelige rockstjerne i det tyvende århundrede og som den kvindelige kunstner i USA, som har solgt næstflest album med 63 millioner og over 200 millioner album på verdensplan. I 2007 udnævnte Guinness Rekordbog hende til den mest succesfulde kvindelige pladekunstner nogensinde, og hun blev optaget i Rock and Roll Hall of Fame det følgende år.

## Liv og karriere

### Opvækst
Madonna er født Madonna Louise Ciccone som den ældste datter af Madonna Fortin Ciccone og Silvio 'Tony' Ciccone (Madonna Fortin døde som 30-årig i december 1963 af brystkræft.) Senere giftede Silvio Ciccone sig med sin husholderske, svenske Joan Gustafsson. Den øvrige søskendeflok bestod af Anthony Ciccone, Martin Ciccone, Melanie Ciccone, Paula Ciccone og Christopher Ciccone samt de to halvsøskende Jennifer og Mario. Da Madonna blev firmet, antog hun firmelsesnavnet Veronica. Den unge Madonna udmærkede sig i dans og drama i high school og i korte perioder ved universiteter i Michigan og North Carolina. I 1977 tog hun til New York City for at studere hos koreografen Alvin Ailey og for at arbejde som model. I 1979 flyttede hun til Frankrig for at synge kor for discosangeren Patrick Hernandez. Dér mødte hun Dan Gilroy, og tilbage i New York dannede de bandet Breakfast Club. Madonna spillede trommer og sang i bandet.

### Pladedebut
I 1980 dannede hun bandet Emmy med sin daværende kæreste, trommeslageren Stephen Bray. De to fortsatte deres professionelle samarbejde indtil 1989. Efter at have cirkuleret i New Yorks klub-miljø i et par år lykkedes det Madonna at få en pladekontrakt. Hun udgav singlen Everybody. Sangen var produceret af New York-DJ'en Mark Kamins og blev et klubhit i USA. Madonna udgav sit debutalbum Madonna der blandt andet indeholdt de tre hitsingler Burning Up, Physical Attraction og Holiday. Holiday nåede den amerikanske top 20 i slutningen af 1983 og blev et top 10-hit flere steder i Europa året efter. Albummet Like a Virgin udkom i 1984 - og titelnummeret blev Madonnas første af indtil videre 12 singler der nåede førstepladsen på den amerikanske hitliste.

### International stjerne
Opfølgeren Material Girl blev ledsaget af en musikvideo der lancerede en af Madonnas mest karakteristiske visuelle udtryk, efterligningen af Marilyn Monroes blonde sexbombeimage. Blandt hendes fans var et voksende antal "wannabes", teenagepiger, der efterlignede hendes provokerende attitude. Andre hits fra albummet var Dress You Up og Angel. Madonna havde på få år opnået status som superstjerne og debuterede som skuespiller i sin første film, Desperately Seeking Susan. Til filmens soundtrack indspillede Madonna et af sine mest kendte sange, "Into the Groove".
Da hun senere på året optrådte til Live Aid-koncerten og under stor mediebevågenhed giftede sig med skuespilleren Sean Penn på sin 27-års fødselsdag, var Madonna en internationalt anerkendt superstjerne. Hun var kendt af millioner af mennesker og var årets bedst sælgende pladekunstner på verdensplan.
Hun havde en lille rolle i filmen Vision Quest som hun også skrev et par sange til, hvoraf to blev hits: Crazy for You og Gambler. Efter at have udgivet det succesfulde album True Blue i 1986 medvirkede Madonna i filmen Who's That Girl. Filmmusikken gav Madonna en række yderligere hits, bl.a. titelsangen Who's That Girl. Albummet Like a Prayer udkom i 1989 til stor ros fra anmeldere og publikum. Lillepige-stilen var lagt på hylden, og Madonna brugte nu elementer af rock og r&b i sin musik, hvilket man især kunne høre på singlerne Like a Prayer, Express Yourself og Cherish.
Madonna drog i 1990 af sted på sin Blond Ambition Tour kort tid efter at hun havde spillet den kvindelige hovedrolle i filmen Dick Tracy. En ny sang, Vogue, blev i sidste øjeblik føjet til som det sidste nummer på albummet I'm Breathless - Music from and inspired by the film Dick Tracy. Vogue var et af Madonnas til dato største hits. Madonna fik sin første Grammy i 1992 (for bedste musikvideo) og vakte senere på året en del opsigt, da hun udgav bogen Sex, og senere da hun udsendte albummet Erotica. Hun startede endvidere sit eget pladeselskab, Maverick Records. Albummet Bedtime Stories udkom i 1994 og indeholdt blandt andet singlen Take a Bow, Madonnas største hit i USA til dato. Albummets titelsang var i øvrigt skrevet af islandske Björk. I 1996 spillede Madonna hovedrollen i filmatiseringen af Evita, musicalen om Eva Peron. Få måneder efter optagelsernes afslutning fødte hun sit første barn, datteren Lourdes Maria Ciccone Leon. Madonna udgav albummet Ray of Light i 1998, der høstede mange anmelderroser og indeholdt to store hits i form af singlerne Frozen og The Power of Good-bye. 

### 2000 og frem
Madonna udsendte det dansevenlige album Music i 2000 og fødte kort tid efter sit andet barn, sønnen Rocco John Ritchie, som hun fik med filminstruktøren Guy Ritchie, som hun giftede sig med i Skotland den 22. december. Titelnummeret blev endnu et internationalt kæmpehit. I 2002 blev titelsangen til den nye James Bond-film, Die Another Day, skrevet i samarbejde med den franske sangskriver og producer Mirwais Ahmadzaï. Madonna medvirkede desuden selv i filmen, hvor hun spillede en lesbisk fægteinstruktør. Albummet American Life toppede hitlisterne i 2003 i det meste af verden. Desuden gav musikvideoen til titelsangen Madonna et image som "anti-amerikansk", hvorfor alle albummets singler blev boykottet af amerikanske radiostationer. Madonna chokerede igen alle da hun under sin optræden ved MTV Video Music Awards tungekyssede med både Britney Spears og Christina Aguilera.
I 2004 tog hun også det jødiske navn Esther, som på hebraisk betyder "stjerne", i forbindelse med den jødisk-mystiske disciplin kabbala som hun er stor tilhænger af. Veronica og Esther er dog ikke en del af hendes officielle navn. Blandt hendes kælenavne er Emmy, Nonni, Maddy og Madge. Madonna tog på sin Re-Invention Tour, hvor hun for første gang i over 10 år sang hits som "Vogue", "Express Yourself", "Material Girl" og "Into the Groove". Turnéen blev en af årets største turné-succeser. Hun udgav i november 2005 albummet Confessions on a Dance Floor. Førstesinglen Hung Up indeholdt en sample af ABBA-sangen Gimme! Gimme! Gimme (A Man after Midnight) og blev Madonnas hidtil største hit. Madonna gav den 24. august 2006 for første gang koncert i Danmark som et led i sin Confessions Tour. Med mere end 80.000 koncertgæster havde koncerten i Horsens turnéens største publikum. Madonna udgav i april 2008 sit 11. studiealbum Hard Candy som hittede stort i hele verden. På trods af dette var albummet hendes dårligst sælgende, med "kun" 3 mio. solgte eksemplarer på verdensplan. Senere på året indledte hun sin Sticky and Sweet Tour. Denne turné blev den bedst indtjenende turné nogensinde af en kvindelig pladekunstner med en omsætning på $249.183.188 (1,36 mia. kr.). I 2009 forlængede hun sin Sticky & Sweet Tour med en yderligere europæisk koncertrække, som bragte hende til Danmark igen den 11. august, hvor hun gav en udsolgt koncert i Parken. I efteråret udgav hun opsamlingspladen Celebration.

## Privatliv
Hun var gift med Sean Penn fra 1985 til 1989 og med Guy Ritchie fra 2000 til 2008, og indledte derefter et forhold til den brasilianske model Jesus Luz, der var 28 år yngre end Madonna selv.
Hun har datteren Lourdes Maria Ciccone Leon, som er født i 1996 (navnet Lourdes valgte Madonna bl.a., fordi byen er forbundet med mirakler, og fordi hendes egen mor gerne ville rejse dertil. Navnet Leon har hun fra sin far, Carlos Leon), og sønnen Rocco John Ritchie, som er født i 2000, og som Guy Ritchie er far til. I 2006 adopterede hun sønnen David fra Malawi. I år 2008 adopterede Madonna endnu et barn fra Malawi, denne gang datteren Mercy James.

## Diskografi
- 1983 Madonna, solgt i 8.000.000 eksemplarer verden over
- 1984 Like a Virgin, 19.500.000
- 1986 True Blue, 20.000.000
- 1987 Who's That Girl, 6.000.000
- 1987 You Can Dance, 7.000.000
- 1989 Like a Prayer, 13.500.000
- 1990 I'm Breathless, 6.700.000
- 1990 The Immaculate collection, 23.000.000
- 1992 Erotica, 5.000.000
- 1994 Bedtime Stories, 7.000.000
- 1995 Something to Remember, 10.000.000
- 1997 Selections From Evita, 17.000.000
- 1998 Ray of Light, 15.000.000
- 2000 Music, 13.000.000
- 2001 GHV2, 8.000.000
- 2003 American Life, 5.000.000
- 2005 Confessions on a Dance Floor, 8.000.000
- 2006 I'm Going To Tell You a Secret, 1.000.000
- 2007 The Confessions Tour: Live From London DVD-CD/DVD, 1.200.000
- 2008 Hard Candy,  3.000.000
- 2009 Celebration
- 2012 MDNA
- 2015 Rebel Heart
- 2019 Madame X

## Udvalgt filmografi
- 1985 A Certain Sacrifice
- 1985 Skrupskør med dig
- 1985 Helt vild med Susan (Desperately Seeking Susan)
- 1986 For tæt på
- 1986 Chok i Shanghai (Shanghai Surprise)
- 1987 Who's That Girl?
- 1989 Bloodhounds of Broadway
- 1990 Dick Tracy
- 1991 Masser af modgang
- 1991 I seng med Madonna (Truth or Dare)
- 1992 Skygger og tåge (Shadows and Fog)
- 1992 I en klasse for sig (A League of Their Own)
- 1993 Snake Eyes (Dangerous Game)
- 1993 Klædt af til mord (Body of Evidence)
- 1995 Four Rooms
- 1995 Blue In The Face
- 1996 Girl 6
- 1996 Evita
- 2000 Det Næstbedste (The Next Best Thing)
- 2002 Die Another Day
- 2002 Swept Away
- 2003 Will & Grace (Sæson 5, afsnit 21; Dolls and Dolls)
- 2006 Arthur og Minimoyserne (Arthur and the Invisibles)
- 2008 I Am Because We Are (instruktør, manuskriptforfatter og fortæller)
- 2011 Wallis & Edward (instruktør, manuskriptforfatter)